# Acylophorus uhligi
Acylophorus uhligi  (лат.) — вид жуков-стафилинид из подсемейства Staphylininae. 

## Распространение
Зимбабве (Южная Африка).

## Описание
Мелкие жуки с вытянутым телом, длина от 7 до 8 мм. Основная окраска чёрная, ноги светлее, коричневые. Голова округлая, крупная. Пронотум блестящий, слега поперечный, в 1,6 раз шире головы и в 1,1 шире своей длины. Надкрылья поперечные, в 1,65 раз шире своей длины. Вид был впервые описан в 2012 году и назван в честь Manfred Uhlig, собравшего типовой материал. Сходен с Acylophorus janaki, но отличается сильно поперечными надкрыльями и строением гениталий.